# دچانسکا بیستریکا
دچانسکا بیستریکا (به انگلیسی: Dečanska Bistrica) رودخانه‌ای است که در کوزوو جریان دارد.